# NGC 6437
NGC 6437 is een groep sterren in het sterrenbeeld Schorpioen. Het hemelobject werd op 25 september 1884 ontdekt door de Amerikaanse astronoom Lewis A. Swift.